# Сак Людмила Миколаївна
Людми́ла Микола́ївна Сак (16 листопада 1910, Бейрут, Ліван — 25 жовтня1985, Київ) — українська радянська мистецтвознавиця, педагог. Кандидат мистецтвознавства (1964). Член Спілки художників СРСР (1945).

## Біографія
Народилася 16 листопада 1910 р. в м. Бейрут (Ліван) в сім’ї шкільних вчителів російської колонії.
1930 року закінчила поліграфічний факультет Київського художнього інституту (нині НАОМА — Національна академія образотворчого мистецтва і архітектури). Була направлена на роботу до картинної галереї (нині — Національний музей «Київська картинна галерея»).
Упродовж 1931—1934 рр. навчалася в аспірантурі при Музеї мистецтв ВУАН (нині Національний музей мистецтв імені Богдана та Варвари Ханенків), була аспіранткою та улюбленою ученицею відомого дослідника західноєвропейського мистецтва, професора С. О. Гілярова. Після закінчення навчання до 1941 р. обіймала посаду наукового співробітника музею. Недовгий час, перебуваючи в Ленінграді, працювала екскурсоводом в Ермітажі.
З поверненням після війни музейної збірки з евакуації до Києва, була призначена головним зберігачем Музею західного та східного мистецтва. Упродовж 1953—1959 рр. працювала головним зберігачем Державного музею українського мистецтва (нині — Національний художній музей України),
Від 1946 р. була позаштатним викладачем Київського художнього інституту, з 1959 р. — у штаті викладачів кафедри теорії та історії мистецтва, від 1966 р. — доцент мистецтвознавства. До 1983 р. викладала курс античного мистецтва, мистецтва доби Відродження та мистецтва Західної Європи XVII ст.
Померла 25 жовтня 1985 р. в Києві.

## Наукова діяльність
Людмила Сак була авторитетним знавцем живопису Нідерландів, Фландрії, Голландії. Мистецтвознавиці належать атрибуції багатьох картин з київської колекції художників  XV—XVII ст. цих країн.
Авторка багатьох наукових публікацій з питань теорії та історії скульптури.

## Праці
Праці з українського та західноєвропейського мистецтва: «Про композицію в скульптурі» (1959), «Скульптура» (1960; обидві у співавторстві з М. Гельманом), «Сучасне образотворче мистецтво капіталістичних країн» (1961; у співавторстві з Л. Логвинською); кн. «Фламандський живопис XVII ст.» (1970), «Мистецтво скульптури»  (1971), «Макс Гельман» (1975), «Західноєвропейській живопис XIV—XVIII ст. в музеях України» (1981), «Західноєвропейський живопис XIV—XVIII ст.» (1986, у співавторстві).  Була співробітницею «УРЕ» (1959—1964) з питань західноєвропейського мистецтва; авторка розділу «Українська радянська скульптура 1934—1941 pp.» в «Історії українського мистецтва», т. 5 (1967) та ін.